# Prêmio Charles-Blanc
O Prêmio Charles-Blanc,, é um antigo prêmio anual de história, criado em 1898, concedido pela Academia Francesa e "atribuído ao autor ou autores de obras que tratem, preferencialmente, de questões de arte".
O Prix Charles-Blanc (em francês) representa um dos mais altos galardões literários outorgados a obras que se destacam no domínio da estética, da história da arte e da reflexão crítica sobre as manifestações do espírito humano através da forma, da cor e da matéria. Tal distinção leva o nome de Charles Blanc (1813–1882), eminente crítico de arte e diretor das Belas-Artes sob o Segundo Império, cuja produção teórica, notadamente Grammaire des arts du dessin, firmou-se como uma referência na constituição de um pensamento visual e filosófico sobre a arte no século XIX.
O prêmio é concedido, ordinariamente, a autores cuja erudição e estilo literário revelem não apenas um domínio substancial da matéria artística, mas também uma rara capacidade de torná-la inteligível ao leitor culto, sem sacrificar o rigor da análise. Trata-se, portanto, de uma honraria que, para além do mérito acadêmico, reconhece a nobreza da escrita e o comprometimento com a transmissão do saber artístico.
Ao longo de sua história, o Prix Charles-Blanc laureou intelectuais e historiadores da arte cujas obras contribuíram significativamente para o enriquecimento do discurso estético francês e europeu. Em seu cerne, o prêmio reafirma a vocação da Academia Françaisa como guardiã da língua, da cultura e das letras, numa intersecção fecunda entre a literatura e as artes plásticas.
A outorga desse prêmio a um autor representa não apenas o reconhecimento de um feito intelectual, mas a consagração de uma trajetória marcada pela lucidez interpretativa, pela profundidade crítica e pela elegância do estilo. Em tempos de transformação das formas de recepção e fruição das artes, o Prix Charles-Blanc permanece como símbolo de continuidade, excelência e distinção, lembrando-nos que o pensamento artístico permanece, essencialmente, um lugar de mediação entre o sensível e o inteligível.

## Laureados

### De 1900 a 1939
- 1900 : 
  - Pierre Gusman por Pompéi, la ville, les mœurs, les arts
- 1902 : 
  - Gustave-Roger Sandoz (1867-1943) e Victor Champier por Le Palais Royal d’après des documents inédits (1629-1900)
  - Louis Dimier por Le Primatice
  - Henry Lapauze por Les dessins de J.-A.-D. Ingres du Musée de Montauban
- 1903 : 
  - Maurice Dreyfous por Dalou, sa vie et son œuvre
  - Paul Eudel por L’orfèvrerie algérienne et tunisienne
  - Louis Flandrin (1864-1939) por Hippolyte Flandrin
  - Louis Juglar por Le style dans les arts et sa signification historique
- 1904 : 
  - Gustave Cahen (1848-1928) por Eugène Boudin, sa vie et son œuvre
  - Pierre Gusman por La ville impériale de Tibur
- 1905 : 
  - Daniel Baud-Bovy por Peintres genevois
  - Émile Bertaux por Rome
  - Émile Dacier por Le Musée de la Comédie-Française (1680-1905)
  - Arthur Hustin (1850-1924) por Le Palais du Luxembourg
- 1906 : 
  - Alphonse Bertrand (1850-1907) pour Versailles
  - Louis Bréhier pour Les basiliques chrétiennes, les églises romanes, les églises byzantines, les églises gothiques
  - Paul Gaultier pour Le Rire et la Caricature
- 1907 : 
  - Raymond Fournier-Sarlovèze pour Les peintres de Stanislas-Auguste II , roi de Pologne
  - Cyrille Gabillot pour Le peintre des fêtes galantes
  - Jacques-Gabriel Prod’homme pour Les symphonies de Beethoven (1800-1827)
- 1908 : 
  - Adolphe Boschot pour Un romantique sous Louis Philippe : Hector Berlioz (1831-1842)
  - Jules Combarieu pour La musique, ses lois, son évolution
  - Louis Gillet pour Raphaël
- 1909 : 
  - Gustave Clausse pour Les Sforza et les arts en Milanais (1450-1530)
  - Louis Hourticq pour La Peinture, des origines au 
  - Ernest Meininger (1852-1925) pour Les anciens artistes-peintres et décorateurs mulhousiens jusqu’au 
  - Joséphin Péladan pour Textes choisis de Léonard de Vinci
- 1910 : 
  - François-Louis Bruel (1881-1912) pour Inventaire de la Collection de Vinck
  - René Jean Baptiste de Savigny de Moncorps (1837-1915) pour Almanachs illustrés du 
  - Urbain Mengin (1864-1955) pour Benozzo Gozzoli
- 1911 : 
  - Frédéric Boissonnas et Daniel Baud-Bovy pour En Grèce par monts et par vaux
  - Jean de Foville (1877-1915) pour Histoire de la peinture classique
  - Fernand de Girardin (1853-19..) pour Iconographie de J.-J. Rousseau
  - Marcel Reymond (1849-1914) pour Le Bernin
  - Achille Segard (1872-1936) pour Giov-Antonio Bazzi detto Sodoma et la fin de l’École de Sienne au
- 1912 : 
  - Auguste Boppe pour Les peintres du Bosphore au Predefinição:XVIIIe siècle
  - Jacques de Biez pour Emmanuel Frémiet
  - Edmond Frisch de Fels (1858-1951) pour Ange-Jacques-Gabriel (1698-1782)
  - Paul Gout pour Le Mont Saint-Michel, histoire de l'abbaye et de la ville
  - Eugène Méhu (1873-1938) pour Salles en Beaujolais
- 1913 : 
  - Louis Hautecœur pour Rome et la Renaissance de l’Antiquité à la fin du 
  - Paul-André Lemoisne pour Eugène Lami (1800-1890)
  - Louise Lefrançois-Pillion (1871-1953) pour Les sculpteurs français du 
  - Edmond Pilon pour Watteau et son école
  - Henri Stein pour Augustin Pajou
- 1914 : 
  - Édouard André (1871-19..) pour Alexandre Lunois, peintre, graveur et lithographe
  - Marie Bengesco pour Mélanges sur l’art français
  - Alexis Forel pour Voyage au pays des sculpteurs romans
  - Louis Gillet pour La Peinture, Predefinição:S mini et s
- 1915 : 
  - Paul Cornu pour l'ensemble de son œuvre
  - Jules Écorcheville pour le Catalogue des fonds de musique ancienne de la Bibliothèque nationale
  - Albéric Magnard
- 1916 : 
  - Jean de Foville (1877-1915) pour Pisanello
  - Joseph de Marliave pour Études musicales
  - André Girodie (1874-1946) pour Martin Schongauer et l'art du Haut-Rhin au 
  - Georges-Antoine-François-Ludovic de la Vergne de Tressan (1877-1914) pour L’Évolution de la garde de sabre japonaise
  - Gabriel Leroux (1879-1915) pour Les origines de l'édifice hypostyle en Grèce, en Orient et chez les Romains
- 1917 : 
  - Samuel-Élie Rocheblave (1854-1944) pour Le goût en France, les arts et les lettres de 1600 à 1900
  - Benjamin Vallotton pour Les Racines
- 1918 : 
  - Robert Dubois-Corneau (1876-1951) pour Pâris de Montmartel, banquier de la cour, receveur des rentes de la ville de Paris, 1690-1766
  - Abbé V. Hardy pour La cathédrale de Saint-Pierre de Lisieux
  - Paul Léon pour Les monuments historiques, conservation, restauration
- 1919 : 
  - Alfred Bel pour Les industries de la céramique à Fès
  - Maurice Landrieux pour La cathédrale de Reims
  - André Pératé pour Sienne
- 1920 : 
  - Adolphe Boschot pour Une vie romantique : Hector Berlioz
  - Auguste Marguillier (1862-1945) pour La destruction des monuments sur le front occidental
  - Raymond Ritter pour Le château de Pau
- 1921 : 
  - Henri Boissonnot (1856-19..) pour Histoire et description de la cathédrale de Tours
  - Joseph Calmette pour François Rude
  - Louis Gielly (1876-1951) pour L’âme siennoise
  - Camille Mauclair pour Antoine Watteau
  - Louis Schneider (1861-1934) pour Claudio Monteverdi (1567-1643)
- 1922 : 
  - Louis Hourticq pour De Poussin à Watteau
- 1923 : 
  - Charles Bouvet (1858-1935) pour Les Couperin
  - Edmond Joly pour L’œillet de Séville
  - Louis Réau pour L’art russe, de Pierre le Grand à nos jours
  - Émilie Sirieyx de Villers pour L’Art antique, en douze promenades au Musée du Louvre
- 1924 : 
  - Paul Courteault pour La place royale de Bordeaux
  - Henri Liebrecht pour Histoire du théâtre français à Bruxelles au Predefinição:S mini et au s
  - Marcel Nicolle pour Critique d’art, ancien et moderne
- 1925 : 
  - Jean Alazard pour Le portrait florentin de Botticelli à Bronzino
  - André Blum (1881-1963) pour L’œuvre gravé d’Abraham Bosse et Abraham Bosse et la société française au 
  - Jean Cordey (1880-1964) pour Vaux-le-Vicomte
  - Amédée Gastoué pour Le cantique populaire en France
  - Gustave Soulier (1872-1937) pour Les influences orientales dans la peinture toscane
- 1926 : 
  - Émile Poiteau (1882-1968) pour Ceux de chez nous : Adrien Demont et Virginie Demont-Breton
  - Léon Rosenthal pour Manet, aquafortiste et lithographe
  - Achille Segard (1872-1936) pour Jean Gossard, dit Mabuse
- 1927 : 
  - Hector Lefuel (1885-1937) pour François-Honoré-Georges-Jacob Desmalter
  - André Mabille de Poncheville pour Carpeaux
  - Henry Prunières pour La vie et l’œuvre de Claudio Monteverdi
  - Louis Réau pour L’art français aux États-Unis
  - Raymond Rey (1890-1958) pour Les vieilles églises fortifiées du Midi de la France et La cathédrale de Cahors et les origines de l'architecture à coupoles d'Aquitaine
- 1928 : 
  - Georges Bonnenfant pour L’Église Saint-Taurin d’Évreux et sa châsse
  - Jean-Baptiste Daranatz pour Curiosités du pays basque
  - François Gébelin pour Les châteaux de la Renaissance
  - Cécile Jéglot pour La vie de la Vierge dans l’Art
  - Félix Raugel pour Les grandes orgues des églises de Paris et du département de la Seine
- 1929 : 
  - Pierre Francastel pour Girardon
  - Predefinição:Lien pour Saint-Non et Fragonard
  - Edmond Joly (1861-1932) pour Le poème byzantin à Venise
  - Louise Lefrançois-Pillion (1871-1953) pour Les sculpteurs de Reims
- 1930 : 
  - André Chagny pour Un pays aimé des peintres. Sites et monuments de la région de Crémieu
  - Jean de Nicolay pour Les principes de la peinture d’après les maîtres
- 1931 : 
  - Jean Alazard pour L’Orient et la peinture française au 
  - Marc Delmas pour Georges Bizet
  - Jean Stern pour "À l'ombre de Sophie Arnould. François-Joseph Belanger, architecte des Menus-Plaisirs. Premier architecte du comte d'Artois"
  - Julien Tiersot pour La chanson populaire et les écrivains romantiques
  - Fernand Vallon (1881-19..) pour Au Louvre avec Delacroix
  - Maurice Vloberg (1885-1967) pour La madone aux roses
- 1932 : 
  - Pierre Chirol pour Rouen
  - Jean d'Elbée (1882-1966) pour Le sourd et le muet
  - Docteur Émile-François Julia pour Antoine Bourdelle
  - Daniel Marquis-Sébie (1882-1938) pour Le message de Bourdelle
  - Kémeri Sandor (1873-1951) pour Le visage de Bourdelle
  - Hubert Pierquin (1880-1934) pour Reflets d'art
- 1933 : 
  - René Chavance (1879-1961) et Gaston Baty pour Vie de l'art théâtral des origines à nos jours
  - Raymond Christoflour (1888-1970) pour Fernand Maillaud
  - Marguerite Coleman (1871-1941) pour Amboise et Léonard de Vinci à Amboise
  - Robert Lambry (1902-1934) pour Le dessin chez les petits
  - Gueorgui Kreskentievich Loukomski pour Jules Romain
  - Urbain Mengin (1864-1955) pour Les deux Lippi
  - Claude Sézan pour Les poupées anciennes (ouvrage illustré de 40 planches hors texte en phototypie et un frontispice en couleurs)
- 1934 : 
  - Marie-Thérèse Dromard-Mairot pour Le fond de la Joconde et l'esthétique de Léonard de Vinci
  - François Fosca pour Daumier
  - Pierre-Barthélemy Gheusi pour Le Blason
- 1935 : 
  - Raymond Bayer pour L'Esthétique de la grâce. Introduction à l'étude des équilibres de structure
  - Joseph Desaymard (1878-1946) pour Chabrier d'après ses lettres
  - Philippe Fauré-Fremiet (1889-1954) pour Frémiet
  - Jeanne Lejaux pour Sculpture religieuse
  - Germaine Maillet (1902-1991) pour Peinture religieuse
- 1936 : 
  - Daniel Baud-Bovy pour Les maîtres de la gravure suisse
  - Félia Litvine pour Ma vie et mon art
- 1937 : 
  - Judith Cladel pour Rodin, sa vie glorieuse et inconnue
  - Louise Clément-Carpeaux (1872-1961) pour La vérité sur l'œuvre et la vie de J.-B. Carpeaux
  - Jean Girou (1889-1972) pour L'Itinéraire en Terre d'Aude
  - Gueorgui Kreskentievich Loukomski pour L'École de Michel-Ange de Pirro Ligorio
  - Léon Van Vassenhove pour Vienne éternelle
- 1938 : 
  - René Clozier (1886-1965) pour L'architecture, éternel livre d'images
  - Michel Florisoone pour Van Gogh
  - Charles-Joseph Quiévreux pour Synthèse de l'Histoire générale des Beaux-Arts
  - Raymond Rey (1890-1958) pour La sculpture romane languedocienne
- 1939 : 
  - Guillaume de Jerphanion pour La voix des monuments
  - Marthe Kolb pour Ary Scheffer et son temps

### De 1940 à 1994
- 1940 : 
  - Georges Méautis pour Les chefs-d'œuvre de la peinture grecque
- 1941 : 
  - John Rewald pour Cézanne. Sa vie, son œuvre, son amitié pour Zola
- 1942 : 
  - Georges Doyon (....-1945) et Robert Hubrecht pour L'Architecture rurale et bourgeoise en France
  - Robert Rey pour La peinture moderne ou l'art sans métier
  - Jeanne Villette pour L'ange dans l'art d'Occident du
- 1943 : 
  - Louis Hautecœur pour Littérature et peinture en France du
- 1944 : 
  - Lucien Rudrauf (1890-1968) pour Eugène Delacroix et le problème du Romantisme artistique
- 1945 : 
  - Jean-Bernard Bouvier (1883-1958) pour Cingria
- 1946 : 
  - Paul Vuillaud (1875-1950) pour La pensée ésotérique de Léonard de Vinci
- 1947 : 
  - Maurice-Pierre Boyé pour La mêlée romantique
- 1948 : 
  - Fred Bérence (1889-1977) pour Michel-Ange ou La volonté de puissance
- 1949 : 
  - Thadée Natanson pour Peints à leur tour
  - Jacques-Gabriel Prod’homme pour Gluck
- 1950 : 
  - Fred Bérence (1889-1977) pour Laurent le Magnifique ou La quête de la perfection
  - Gisèle d'Assailly pour Avec les peintres de la réalité poétique
- 1951 : 
  - Hélène Adhémar (1910-1998) pour Watteau, sa vie, son œuvre
  - Jean de Fontanes pour Histoire des métiers d’art, évolution des styles et des techniques, vade-mecum
- 1953 : 
  - Roger Avermaete pour Rembrandt et son temps
- 1954 : 
  - Blanche Vogt pour L’Isle-Adam, perle de l’Île-de-France
- 1955 : 
  - Jacqueline Copper-Royer pour Un joli métier d'art : La Marqueterie de paille
  - Docteur Pierre Merle pour L’Homme, le Rythme, la Symétrie
  - Jean Vermaest pour Ma vieille rue Saint-Jacques
- 1956 : 
  - Charles-Pierre Bru (1913-1998) pour Esthétique de l’Abstraction
- 1957 : 
  - Denise Aimé-Azam pour Mazeppa : Géricault et son temps
- 1958 : 
  - Victor-Lucien Tapié pour Baroque et classicisme
- 1959 : 
  - Gabriel Vannereau pour Saint-Pélerin d’Auxerre, évêque et martyr, le saint au serpent
- 1960 : 
  - Madeleine Ochsé (1907-2001) pour Un art sacré pour notre temps
- 1961 : 
  - Jules Combarieu et René Dumesnil pour Histoire de la musique des origines au début du XXe siècle
  - François de Hérain pour Peintres et sculpteurs écrivains d’art
  - Henri Perruchot pour La vie d'Édouard Manet
  - Robert Rey pour Poussin, peintures
- 1962 : 
  - Henri Perruchot pour La vie de Gauguin
- 1963 : 
  - Jean Renoir pour Renoir
- 1965 : 
  - Jean-Paul Crespelle pour Montmartre vivant
  - Marcelle Wahl pour Création picturale et ordre cérébral
- 1966 : 
  - Saint-Paulien pour Goya, son temps et ses personnages
- 1969 : 
  - Jean-Paul Crespelle pour La Folle Époque, des ballets russes au surréalisme
- 1970 : 
  - Robert Fernier pour Gustave Courbet
  - Clément Gardet (1910-1997) pour L’Apocalypse des ducs de Savoie
- 1971 : 
  - Marianne Roland-Michel (1936-2004) pour Anne Valayer-Coster
- 1972 : 
  - Liliane Brion-Guerry  pour L’année 1913. Les formes esthétiques de l’œuvre d’art à la veille de la première guerre mondiale
- 1973 : 
  - Roger Bonniot (1908-2001) pour Gustave Courbet en Saintonge
  - Jean Bouret pour L’École de Barbizon et le Paysage français au
- 1974 : 
  - Jean Chatelain pour Dominique Vivant Denon et le Louvre de Napoléon
- 1975 : 
  - Hélène Besnard-Giraudias pour Les Sibylles de Sienne
  - Danielle Elisseeff pour La civilisation japonaise
- 1976 : 
  - Paul Ardouin pour Essai d’une psychanalyse de la lumière
  - Pierre Miquel pour Le paysage français au
- 1977 : 
  - Roloff Beny  et Seyyed Hossein Nasr pour La Perse, pont de Turquoise
- 1978 : 
  - Jean-Pierre Jouffroy pour Le Jardin des délices, de Jérôme Bosch
  - Pierre Mazars (1921-1985) pour À l’écoute des peintres
- 1979 : 
  - Sophie Monneret (1923-2008) pour L’impressionnisme et son époque
- 1980 : 
  - Danielle Elisseeff pour La civilisation de la Chine classique
- 1981 : 
  - Philippe Beaussant pour François Couperin
  - Gilbert Rouget pour La Musique et la Transe
- 1982 : 
  - Denise Basdevant (1911-2006) pour Portrait du sculpteur-peintre Antoine Bourdelle au théâtre des Champs-Élysées
  - François Chamoux pour La civilisation hellénistique
  - Marcel Giry pour Le Fauvisme, ses origines, son évolution
  - Hélène Renard pour Le Rêve et les Naïfs
  - Maurice Sérullaz (1914-1997) pour Delacroix
- 1983 : 
  - Jean Devoisins pour L’univers de Toulouse-Lautrec
  - Viviane Forrester pour Van Gogh ou l’enterrement dans les blés
  - Jean Le Pichon (1906-1995) pour Le mystère du Couronnement de la Vierge
  - Geneviève Noufflard (1920-2016) pour André Noufflard, Berthe Noufflard, leur vie, leur peinture
  - Saint-Jean Bourdin pour Analyses des très riches heures du duc de Berry
- 1984 : 
  - Francis Toulouse pour Le jugement de Cambyse
- 1985 : 
  - Pierre Daix pour L’Ordre et l’Aventure. Peinture, modernité et répression totalitaire
- 1986 : 
  - Pascal Bonafoux pour Rembrandt, autoportrait
- 1987 : 
  - Michel Martin (1948-....) pour Les monuments équestres de Louis XIV. Une grande entreprise de propagande monarchique
- 1988 : 
  - Jean-Claude Daufresne (1924-2005) pour Louvre et Tuileries, architectures de papier
- 1989 : 
  - René-Jean Clot pour La Peinture aux abois
  - Jacques Thuillier pour Nicolas Poussin
- 1991 : 
  - Bernard Bro pour La Beauté sauvera le monde
- 1992 : 
  - Sophie Monneret (1923-2008) et Jean-Louis Ferrier pour L'Aventure de l'Art au
- 1993 : 
  - Daniel Arasse pour Le Détail. Pour une histoire rapprochée de la peinture
- 1994 : 
  - Noël Alexandre (1929-2017) pour Modigliani inconnu
  - Alain Landurant pour Symboles des manuscrits médiévaux du Mont-Saint-Michel
  - Nicole Wild pour Décors et costumes du